# Anti-Racist Action
L'Anti-Racist Action (letteralmente in italiano: Rete Antirazzista d'Azione), spesso abbreviato ARA, è una piccola rete decentrata di antifascisti, antinazisti e antirazzisti nato nel Nord America e creato da membri delle subculture skinhead e punk.
Gli attivisti ARA organizzano azioni al fine di distruggere i gruppi neonazisti e supremazisti ed organizzano attività contro le ideologie fasciste e razziste. I gruppi dell'ARA si oppongono anche al sessismo, all'omofobia, alla transfobia, all'islamofobia, all'eterosessismo, all'antisemitismo e ai movimenti pro-life.

## Storia

Logo dell'Anti-Racist Action

L'Anti-Racist Action è stata fondata a Minneapolis negli anni ottanta dai membri del gruppo skinhead antifascista Minneapolis Baldies e da altri attivisti. L'ARA poi si è estesa a diverse comunità negli Stati Uniti e in Canada. I membri di Love and Rage, un'organizzazione rivoluzionaria anarchica, hanno giocato un ruolo importante nella costruzione di gruppi dell'ARA e della rete dell'ARA negli anni novanta e la struttura del gruppo è stata formalizzata nel 1994 alla prima conferenza del Midwest Anti-Fascist Network, a Columbus, Ohio.
Il 24 agosto 2002 venne organizzata una manifestazione neonazista a Washington, e molti affiliati di ARA tennero una contromanifestazione. Ciò portò ad una rissa e 28 attivisti ARA furono arrestati. Entro circa 36 ore, la maggior parte era stata rilasciata dal carcere, e molti hanno sostenuto che non fossero adeguatamente informati su qualsiasi crimine che presumibilmente avevano commesso fino al loro rilascio, se fossero stati informati del tutto. Il gruppo divenne noto come il Baltimore Anti-Racist 28. Le accuse caddero alla fine, e non uno dei 28 fu accusato di alcun reato a causa del suo status come minore. Il 15 ottobre 2005, i membri dell'ARA hanno partecipato ad una protesta a Toledo, Ohio contro il Movimento Nazional Socialista (MNS), in un incidente che divenne noto come la Rivolta di Toledo del 2005.

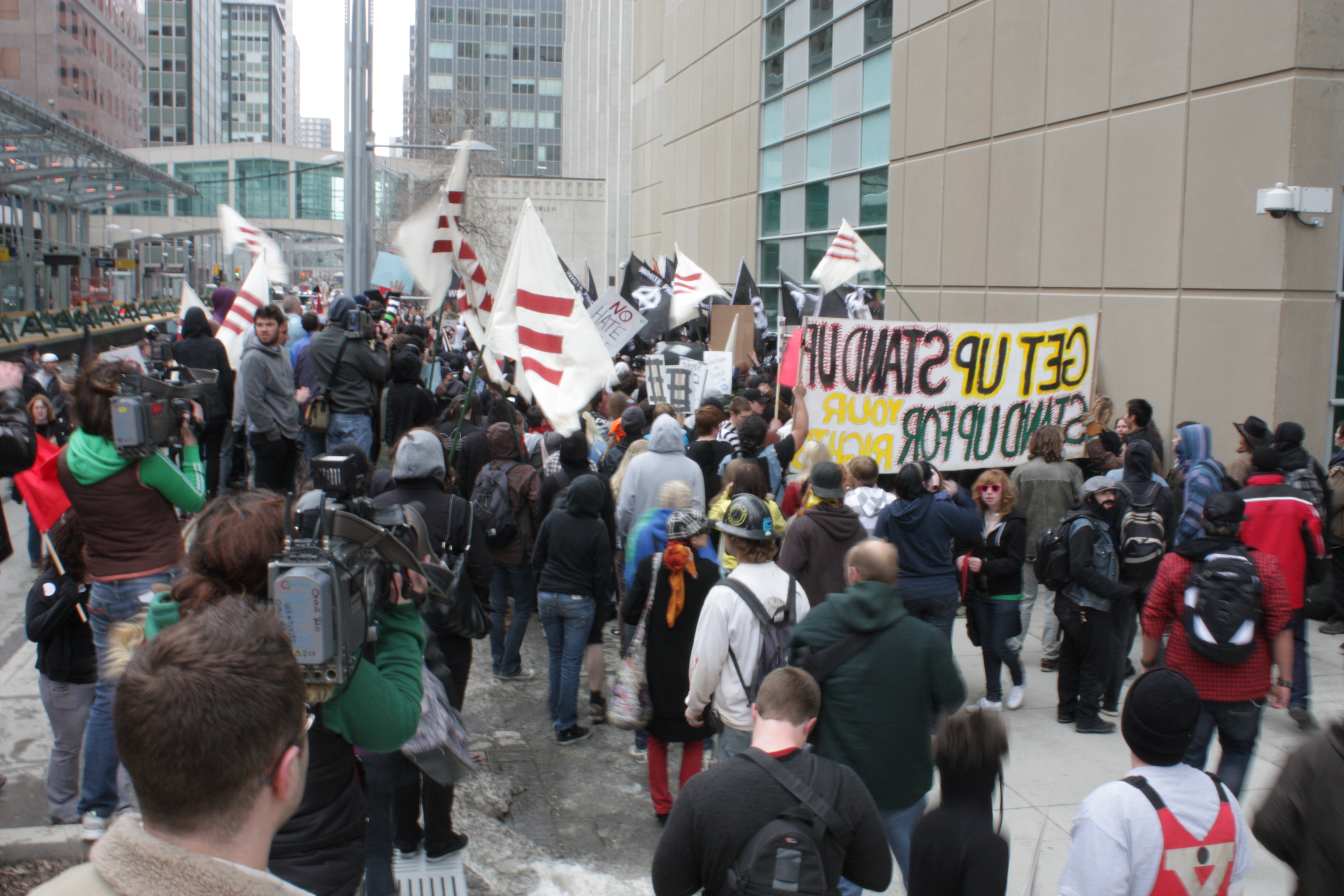
Calgary: Attivisti ARA e antifascisti accerchiano alcuni membri dell'Aryan Guard.

Il 21 marzo 2010, i membri dell'ARA hanno esplorato il centro di Chicago in attesa della marcia "White Pride World Wide", che era stata pubblicizzata mesi prima dalla Illinois National Socialist Front (INSF). A quanto pare, la INSF aveva appoggiato la marcia parecchie settimane prima, ma quattro neonazisti furono avvistati e fronteggiati da alcuni antifascisti. Sono stati arrestati due membri di gruppi razzisti, ed un raduno pro-diversity si tenne nelle vicinanze. Nessun antifascista venne arrestato.
Il 15 aprile 2011, dei membri dell'ARA si sono confrontati alla conferenza annuale dell'MNS a Pemberton, nel New Jersey. Seguì una rissa con dei reportage che indicano che quattro membri dell'MNS sono stati ricoverati in ospedale e la conferenza è stata chiusa. Il giorno seguente, a Trenton, l'MNS ha tenuto un raduno di 90 minuti presso la Statehouse, che era in minoranza rispetto alla contromanifestazione antirazzista, i cui membri si erano invece quadruplicati.
Il 19 maggio 2012, circa 20 persone con indosso maschere e vestiti neri entrarono nell'Ashford House Restaurant di Tinley Park (un sobborgo di Chicago) e hanno utilizzato mazze e martelli per picchiare i patroni che frequentavano il quinto ed annuale White Nationalist Economic Summit ed Illinois White Nationalist Meet-and-Greet. Cinque membri dell'Hoosier Anti-Racist Movement, che fa parte dell'ARA, sono stati successivamente accusati con altri membri di moto di folla, percosse aggravate e danneggiamento di proprietà. L'incontro era stato organizzato dalla Illinois European Heritage Association, fondata a Wood River, che afferma di essere associata con White News Now e Stormfront, un forum attivo su Internet per suprematisti bianchi.